# مانی لعل بهاومیک
مانی لال بهاومیک (انگلیسی: Mani Lal Bhaumik؛ زاده ۱۹۳۱) یک فیزیک‌دان، خودزندگی‌نامه‌نویس و خاطره‌نویس اهل هند-ایالات متحده آمریکا است.